# Анаїс Ромон
Анаї́с Ромо́н (фр. Anaïs Romand) — французька художниця кіно, костюмер.

## Біографія
Кар'єру в кінематографі Анаїс Ромон починала в середині 1990-х років. Як художник із костюмів працювала над фільмами таких режисерів, як Гійом Ніклу, Бертран Бонелло, Леос Каракс, Бенуа Жако та ін.
Анаїс Ромон чотири рази номінувалася на здобуття французької національної кінопремії «Сезар» за найкращий дизайн костюмів, отримавши нагороди у 2012 за «Будинок терпимості», 2015-му за фільм «Святий Лоран. Страсті великого кутюр'є» та у 2017 році за «Танцівницю».

## Фільмографія
Художник із костюмів
| Рік  |     | Назва українською                      | Оригінальна назва                             | Примітки                 |
| ---- | --- | -------------------------------------- | --------------------------------------------- | ------------------------ |
| 1994 |     | На дні серця                           | Du fond du coeur                              | постановник, із костюмів |
| 1999 |     | Діти століття                          | Les enfants du siècle                         |                          |
| 2000 |     | Сентиментальні долі                    | Les destinées sentimentales                   |                          |
| 2002 |     | Демон-коханець                         | Demonlover                                    |                          |
| 2003 |     | Бутик                                  | France Boutique                               |                          |
| 2004 | т/ф | Принцеса Марія Бонапарт                | Princesse Marie                               | постановщик              |
| 2004 |     | Очищення                               | Clean                                         | із костюмів              |
| 2005 |     | Зайна, завойовник Атлаських гір        | Zaïna, cavalière de l'Atlas                   |                          |
| 2007 |     | Вихід на посадку                       | Boarding Gate                                 |                          |
| 2007 |     | Таємна коханка                         | Une vieille maîtresse                         |                          |
| 2007 |     | Ключ                                   | La clef                                       |                          |
| 2008 |     | Сімейний бізнес                        | Affaire de famille                            |                          |
| 2008 |     | Проста душа                            | Un coeur simple                               |                          |
| 2010 | т/ф | Сумнівна невинність                    | Un soupçon d'innocence                        |                          |
| 2010 |     | Вихідний                               | Holiday                                       |                          |
| 2011 |     | Будинок терпимості                     | L'Apollonide (Souvenirs de la maison close)   |                          |
| 2011 |     | Дозвольте моїм людям йти               | Let My People Go!                             |                          |
| 2012 | т/ф | Справа Горджі                          | L'affaire Gordji, histoire d'une cohabitation |                          |
| 2012 |     | Корпорація «Святі мотори»              | Holy Motors                                   |                          |
| 2013 |     | Черниця                                | La religieuse                                 |                          |
| 2013 |     | Мої заняття боротьбою                  | Mes séances de lutte                          | постановник              |
| 2014 |     | Викрадення Мішеля Вельбека             | L'enlèvement de Michel Houellebecq            |                          |
| 2014 |     | Святий Лоран. Страсті великого кутюр'є | Saint Laurent                                 |                          |
| 2014 |     | Люди і птахи                           | Bird People                                   |                          |
| 2014 |     | Літні ночі                             | Les nuits d'été                               |                          |
| 2015 |     | Щоденник покоївки                      | Journal d'une femme de chambre                |                          |
| 2016 |     | Кінець                                 | The End                                       |                          |
| 2016 |     | Танцівниця                             | La danseuse                                   |                          |
| 2017 |     | Берегині                               | Les gardiennes                                |                          |
| 2017 |     | Біль                                   | La Douleur                                    |                          |
| 2018 |     | Один король — одна Франція             | Un peuple et son roi                          |                          |

## Нагороди
| Рік               | Категорія                 | Номінант                               | Результат |
| ----------------- | ------------------------- | -------------------------------------- | --------- |
| Премія «Сезар»    |                           |                                        |           |
| 2012              | Найкращий дизайн костюмів | Будинок терпимості                     | Перемога  |
| 2015              | Найкращий дизайн костюмів | Святий Лоран. Страсті великого кутюр'є | Перемога  |
| 2016              | Найкращий дизайн костюмів | Щоденник покоївки                      | Номінація |
| 2017              | Найкращий дизайн костюмів | Танцівниця                             | Перемога  |
| 2018              | Найкращий дизайн костюмів | Берегині                               | Номінація |
| 2019              | Найкращий дизайн костюмів | Один король — одна Франція             | Номінація |
| 2019              | Найкращий дизайн костюмів | Біль                                   | Номінація |
| Премія «Супутник» |                           |                                        |           |
| 1900              | Найкращий дизайн костюмів | Святий Лоран. Страсті великого кутюр'є | Номінація |